# Komuna e Voskopojës
Komuna e Voskopojës (albanska: Voskopoje) är en kommun i Albanien.   Den ligger i prefekturen Qarku i Korçës, i den sydöstra delen av landet, 100 km sydost om huvudstaden Tirana.
Trakten runt Komuna e Voskopojës består i huvudsak av gräsmarker.  Runt Komuna e Voskopojës är det ganska tätbefolkat, med 80 invånare per kvadratkilometer.